# 6-os villamos (Budapest)
A budapesti 6-os jelzésű villamos a Móricz Zsigmond körtér és a Széll Kálmán tér között közlekedik a Nagykörúton keresztül, éjjel-nappal. A járat hossza 8,3 km, amit  a Budapesti Közlekedési Zrt. üzemeltet. Útvonala nagy részben megegyezik a 4-es villamoséval, ezért a köznyelvben szokás együtt 4–6-os ("négyes-hatos") néven említeni őket. A két járat egymással összehangolt menetrend szerint közlekedik. Európa legforgalmasabb villamosvonal-párosa: munkanapokon csúcsidőben a két vonalon 2014-ben átlagosan 220 ezer, 2021-ben pedig napi 330-350 ezer fő utazott.

## Története
1887. november 28-án átadták a Balázs Mór kezdeményezésére két hónap alatt megépült 1000 mm nyomtávolságú próbapályát a Nyugati pályaudvar és a Király utca között. A kb. egy kilométer hosszú szakaszon négy megállóhely létesült, a Nyugati pályaudvar előtti végállomáson egy kis méretű kocsiszínnel. Alsóvezetékes rendszerrel épült, ami azt jelentette, hogy a sínpár között volt egy csatorna, ahonnan egy ún. áramszedőhajó segítségével kapták az áramot a szerelvények. A maximális sebességet 10 km/h-ban állapították meg, a kereszteződésekben és az ívekben ennél lassabban kellett haladni. Ez okozta végül, hogy a megállóhelyeket a kereszteződéseknél jelölték ki. A vonal üzemeltetője az 1891-től Budapesti Villamos Városi Vasút (BVVV) nevet viselő Nagykörúti villamosvasút volt. A lóvasút leváltására megindult törekvések sikeresnek bizonyultak, a próbavillamost 1890. március 6-án normál nyomtávolságú váltotta fel, amit a mai Blaha Lujza térig hosszabbítottak. Augusztus 7-én már elérte az Üllői utat is, majd 1892. június 5-én a Boráros teret. A körúton további lehetőség a bővítésre nem volt, ugyanis a Szent István körúti szakaszt a konkurens BKVT üzemeltette, a Budára átvezető Petőfi hidat pedig közel félévszázaddal később avatták fel. A Nyugati és a Boráros tér közötti viszonylat a BVVV legforgalmasabb járata volt, a századfordulóra az összes vonalból fakadó utasszám harmadát produkálta. A viszonylatszámozást 1910-ben vezették be Budapesten, a nagykörúti vonal a 6-os jelzést kapta. A járat túlélte a világháborút is, 1918 novemberétől a Budapesti Egyesített Városi Vasutak (BEVV) üzemeltette. A Tanácsköztársaság idején a szerelvények egy része vörös színnel, „Világ proletárjai egyesüljetek!” feliratokkal közlekedtek. 1923-ban a jogutód Budapest Székesfővárosi Közlekedési Részvénytársaság (BSzKRt) lett az üzemeltető. A társaság 1935-ben kiadott rendelete szerint a Boráros tér és a Berlini (Nyugati) tér között kizárólag „az erősen sűrített 6-os viszonylat fog közlekedni.” Két évvel később ez megszűnt, a Horthy Miklós (Petőfi) híd felavatásával a Horthy Miklós (Móricz Zsigmond) körtértől induló 66-os villamos betétjárata lett. 1941. június 16-ától a 6-os járat útvonalát a Széll Kálmán térig hosszabbították, a Boráros és a Nyugati között továbbra is átfedésben járt a 66-ossal.
A második világháború miatt többször is módosítani kellett a 6-os útvonalát: 1944 szeptemberétől a Horthy Miklós hídon megnövekedett MÁV-forgalom miatt a 6-os a Széll Kálmán tér – Nagykörút – Blaha Lujza tér – Népszínház utca – Fiumei út – Baross tér útvonalon közlekedett, a Népszínház utcától a Boráros térre 6A jelzéssel új járat indult. A Margit híd november 4-i felrobbantása után már csak a Nyugati pályaudvartól közlekedett. Három nappal később a Rudolf (Jászai Mari) térig elindult a 6B ingajárat is. 1944 végére a 6A és 6B járatot a Tompa utca – Rudolf tér útvonalon közlekedő 6-os váltotta fel, végül decemberben ez is megszűnt.
1945. április 30-án indították újra a Nyugati pályaudvar és a Boráros tér között, az első napokban csak 5:40–7:36, illetve 14:52 és 19 óra között. Május végén már a Boráros tér és a Rudolf tér között járt. 1946. november 12-én meghosszabbodott, a Személynök [ma: Balassi Bálint] utcán át a Kossuth Lajos térig járt. A Margit híd újbóli felavatásával 1948. augusztus 1-jén végállomását visszahelyezték a Széll Kálmán térre. A BSzKRt felszámolásával a Fővárosi Villamosvasút (FVV) vette át a vonal üzemeltetését. A Petőfi hídon keresztül 1952. december 21-én érte el Dél-Budát, először csak a budai hídfőig, majd 1959. április 30-ától a körtérig vezetve. 1952-ben félreállóhelynek hurok épült a Goldmann György téren a Nyúl-dombon, ami 2000-ig volt aktív. Ekkoriban betétjáratot is kapott 1952-es útvonalára, de három évvel később megszüntették.
1966. június 12-én bevezették a 6-os vonalon a kalauz nélküli közlekedést.
1968 első napján újabb szolgáltatóváltás történt, a Budapesti Közlekedési Vállalathoz került.
1978. március 20. és szeptember 30. között a Margit hidat és a Margit körutat átépítették, ezért ekkor a Szent István körúton volt a villamosok végállomása. A Moszkva térig (Széll Kálmán tér) pótlóbusz szállította az utasokat. 1978. április 28. és május 12. között történt meg az UV villamosok cseréje: ismét Ganz csuklósok váltották fel a régi villamosokat, ettől kezdve azonban már két összecsatolt kocsi alkotott egy szerelvényt, amelyeket a tréfás szakzsargon „Góliát”-nak nevezett. 1979. május 3. és 1980. június 13. között épült át a Boráros tér, a Petőfi híd és szélesedett ki az Irinyi József utca – Schönherz Zoltán utca (Október huszonharmadika utca) tengely. Ezalatt a nagykörúti villamosok ideiglenesen a Mester utcánál végállomásoztak.
2006. május 20-án megszűnt a közlekedés a Móricz Zsigmond körtér hurokvágányán. A Karinthy Frigyes út torkolatában kétvágányos fejvégállomást alakítottak ki. (Amit a villamosbarátok tréfából hamar "kígyóveremnek" neveztek el.) 2006. július 1-jén forgalomba állt a vonalon az első két Siemens Combino Supra típusú villamos, a 2001-es és a 2002-es pályaszámú. Az újonnan vásárolt szerelvények forgalomba állása előtt a villamospálya felújításra került. Ennek köszönhetően néhány helyszínen megnövelték a pálya ívsugarát, a megállók peronszintjét az új szerelvények padlószintjéhez igazították, a peronon megjelölték az ajtók helyét. A felújítás azonban nem sikerült tökéletesen: felsővezeték-szakadásokról és áramszedőtörésekről számoltak be a hírek. A Combinók többször is meghibásodtak: jellemzően az ajtók visszanyitó-automatikája romlott el. 2006. július 16-án kidőlt egy felsővezeték-tartó oszlop a Margit hídon, mert az alapja nem bírta a háromszor nehezebb új felsővezeték súlyát. 2007. május 8-án befejeződött a típuscsere a villamos vonalán. 2009. augusztus 1. és 19. között felújították a nagykörúti villamospályát a Blaha Lujza tér és a Margit híd közötti szakaszon, ekkor a villamosok csak az Újbuda-központ és a Blaha Lujza tér között közlekedtek. Az északi szakaszon a villamosokat Ikarus 280-as autóbuszok helyettesítették. 2010. július 24-étől augusztus 19-éig a Blaha Lujza tér és a dél-budai végállomások között végeztek pályafelújítást. A felújítás alatt az Üllői úti megállóhelynél egy vágánykapcsolatot építettek be, így a későbbiekben egy esetleges üzemzavar miatti autóbuszos pótlásra rövidebb szakaszon van szükség.
2011. május 1-jétől a 6-os villamos éjjel-nappal közlekedik (éjszaka 10-15 percenként követik egymást a villamosok), így a 906-os jelzésű éjszakai busz megszűnt.
2012 elején a Nagykörúton a közlekedési jelzőlámpák működésének ciklusidejét a villamosok menetrendjéhez igazították, oly módon, hogy azoknak ne kelljen a szabad jelzésre várni, ez által a csökkent menetidő miatt a járatkapacitás kismértékben nőtt. A programot uniós támogatásból fedezték. 2017 áprilisában ezt a rendet megszüntették, de májusra visszaállították.

## Járművek
1960-tól kezdve Ganz UV típusú motorkocsikból alkotott szerelvények közlekedtek a vonalon. Eleinte két motorkocsival, később egy közbeiktatott pótkocsival. 1970. január 2-ától Ganz csuklós villamosok közlekedtek vonalakon. A férőhelyük kevésnek bizonyult, ezért 1971 januárjában kivonták a járműveket a forgalomból, ismét két UV motorkocsival és egy pótkocsival közlekedtek. 1978. április 28. és május 12. között történt meg az UV villamosok cseréje: ismét Ganz csuklósok váltották fel a régi villamosokat. Ettől kezdve azonban már két összecsatolt kocsi alkotott egy szerelvényt, amelyeket a tréfás szakzsargon "Góliátnak" nevezett. 2007-ig 17+17 Ganz csuklós villamos járt a vonalon.
2006. július 1-jén állt forgalomba az első két Siemens Combino Supra típusú villamos, a 2001-es és a 2002-es pályaszámú. A típuscsere 2007. május 8-án befejeződött a villamos vonalán.
Korábban (2007 előtt) 17+17 Ganz csuklós villamos járt a vonalon, jelenleg 18 Combino van kiosztva a vonalra. A villamosokat a Hungária kocsiszínben tárolják.

## Útvonala
| Széll Kálmán tér felé |
| Móricz Zsigmond körtér M vá. – Karinthy Frigyes út – Irinyi József utca – Petőfi híd – Boráros tér – Ferenc körút – József körút – Erzsébet körút – Teréz körút – Nyugati tér – Szent István körút – Jászai Mari tér – Margit híd – Margit körút – Széna tér – Széll Kálmán tér M vá. |
| Móricz Zsigmond körtér felé |
| Széll Kálmán tér M vá. – Széna tér – Margit körút – Margit híd – Jászai Mari tér – Szent István körút – Nyugati tér – Teréz körút – Erzsébet körút – József körút – Ferenc körút – Boráros tér – Petőfi híd – Irinyi József utca – Karinthy Frigyes út – Móricz Zsigmond körtér M vá. |

## Megállóhelyei
Az átszállási kapcsolatok között a Széll Kálmán tér és a Petőfi híd, budai hídfő között azonos útvonalon közlekedő 4-es villamos csak az elágazásnál van feltüntetve. A 6-os villamos vonalán kizárólag akadálymentes járművek közlekednek, a megállóhelyek a Boráros téri kivételével akadálymentesen megközelíthetők.
| 0  | Széll Kálmán tér M végállomás       | 29 | 17, 56, 56A, 59, 59A, 59B, 61 5, 16, 16A, 21, 21A, 22, 22A, 39, 91, 102, 116, 128, 129, 139, 140, 140A, 149, 155, 156, 221, 222 781, 782, 783, 784, 785, 786, 787, 789, 791, 793, 794, 795 916, 922, 922B, 956, 960, 990 | Metróállomás, Autóbusz-állomás, Városmajor, Budai Várnegyed, Nemzeti Média- és Hírközlési Hatóság |
| 0  | Széna tér                           | 27 | 17 39 960, 990 | Nemzetgazdasági Minisztérium, Mammut bevásárlóközpont, Millenáris kulturális központ |
| 2  | Mechwart liget                      | 25 | 17 11, 111 931, 960 | Központi Statisztikai Hivatal, II. kerületi Polgármesteri Hivatal |
| 5  | Margit híd, budai hídfő H           | 23 | 17, 19, 41 9, 26, 91, 191, 226, 291 923, 931, 934, 960 | HÉV-állomás, Margit híd, Szent Lukács gyógyfürdő, Országos Reumatológiai és Fizioterápiás Intézet, Budai Irgalmasrendi Kórház, Molnár János-barlang, Gül Baba türbéje, Bem mozi                                                                                     |
| 6  | Margitsziget / Margit híd           | 22 | 26, 226 | Margit híd, Margit-sziget |
| 8  | Jászai Mari tér                     | 20 | 2, 2B, 23 75, 76 9, 15, 26, 91, 191, 226, 291 923, 931, 934 | Margit híd, Miniszterelnöki Hivatal "Fehér ház", KINO mozi, Vígszínház |
| 10 | Nyugati pályaudvar M                | 18 | 72, 73 9, 26, 91, 191, 226, 291 914, 914A, 923, 931, 934, 950, 950A S21 S50 Z50 S70 G70 Z70 S71 G71 S72 Z72 IC, EC, sebesvonat                                                                                           | Nyugati pályaudvar, Metróállomás, Westend bevásárlóközpont, Skála Metró áruház, Játékszín |
| 12 | Oktogon M                           | 16 | 105, 210, 210B 923, 934 (hétvége hajnalban), 979, 979A (hétvége hajnalban) | Metróállomás, Budapesti Operettszínház, Radnóti Miklós Színház, Thália Színház, Moulin Rouge, Mikroszkóp Színpad, Tivoli Színház, Kolibri Bábszínház, (Nagymező utcai színházi negyed), Ernst Múzeum, Művész mozi, Terror Háza, Budapest Bábszínház, Royal Szálloda |
| 13 | Király utca / Erzsébet körút        | 14 | 70, 78 923 | Zeneakadémia, Royal Szálloda |
| 14 | Wesselényi utca / Erzsébet körút    | 13 | 74 923 | Madách Színház, Wesselényi Utcai Bölcsőde, Óvoda, Általános Iskola és Gimnázium, II. Rákóczi Ferenc Közgazdasági Szakgimnázium, Madách Imre Gimnázium |
| 16 | Blaha Lujza tér M                   | 12 | 28, 28A, 37, 37A, 62 74 5, 7, 7E, 8E, 99, 107, 108E, 110, 112, 133E, 217E 907, 907A, 908, 908A, 923, 931, 931A, 956, 973, 973A, 990                                                                                      | Metróállomás, Nemzeti Fogyasztóvédelmi Hatóság, Óbudai Egyetem-BGK, Corvin Áruház, New York-palota, Uránia Nemzeti Filmszínház, Szent Rókus Kórház, EMKE szálloda, Nemzeti szálloda                                                                                 |
| 17 | Rákóczi tér M                       | 10 | 923 P+R | Metróállomás, Rákóczi téri vásárcsarnok, Jelky András Iparművészeti Szakgimnázium, Országos Rabbiképző – Zsidó Egyetem |
| 19 | Harminckettesek tere                | 9  | 72, 83 9 909, 909A, 923 | |
| 21 | Corvin-negyed M                     | 7  | 914, 914A, 923, 934 (hétvége hajnalban), 950, 950A, 979, 979A | Metróállomás, Corvin Budapest Filmpalota, Corvin Plaza, Corvin sétány, Iparművészeti Múzeum, Zászlómúzeum, Trafó – Kortárs Művészetek Háza, Holokauszt Emlékközpont                                                                                                 |
| 22 | Mester utca / Ferenc körút          | 6  | 51, 51A 923, 934 (hétvége hajnalban), 979, 979A | IX. kerületi Polgármesteri Hivatal |
| 23 | Boráros tér H                       | 4  | 2, 2B, 23 15, 54, 55, 212, 212A, 212B, 223E, 224, 224E, 255E 918, 923, 934 (hétvége hajnalban), 979, 979A | Petőfi híd, Autóbusz-állomás, HÉV-állomás, Mercure Budapest Duna Hotel, McDonald’s étterem |
| 25 | Petőfi híd, budai hídfő             | 2  | 4 107, 153, 154B, 212, 212A, 212B 918 1172, 1173, 1174, 1175, 1176, 1177, 1183, 1184, 1185, 1188, 1189, 1190, 1193, 1194, 1201, 1205, 1212, 1215, 1216, 1229, 1251, 1253, 1254, 1257, 1268                               | Petőfi híd, Műegyetem, ELTE Társadalomtudományi Kar (TÁTK), Természettudományi Kar (TTK) és Informatikai Kar (IK) |
| 27 | Budafoki út / Karinthy Frigyes út   | 1  | 33, 33A, 107, 133E 918 | BME Két Tanítási Nyelvű Gimnázium, Újbudai Széchenyi István Gimnázium |
| 29 | Móricz Zsigmond körtér M végállomás | 0  | 17, 19, 41, 47, 48, 49, 56, 56A, 61 7, 27, 33, 33A, 58, 114, 213, 214, 240 907, 918, 940, 941, 960, 972, 972B, 973, 973A                                                                                                 | Metróállomás, Szent Margit Gimnázium, József Attila Gimnázium, BGSZC Öveges József Technikum és Szakképző Iskola, Feneketlen-tó |

## Galéria

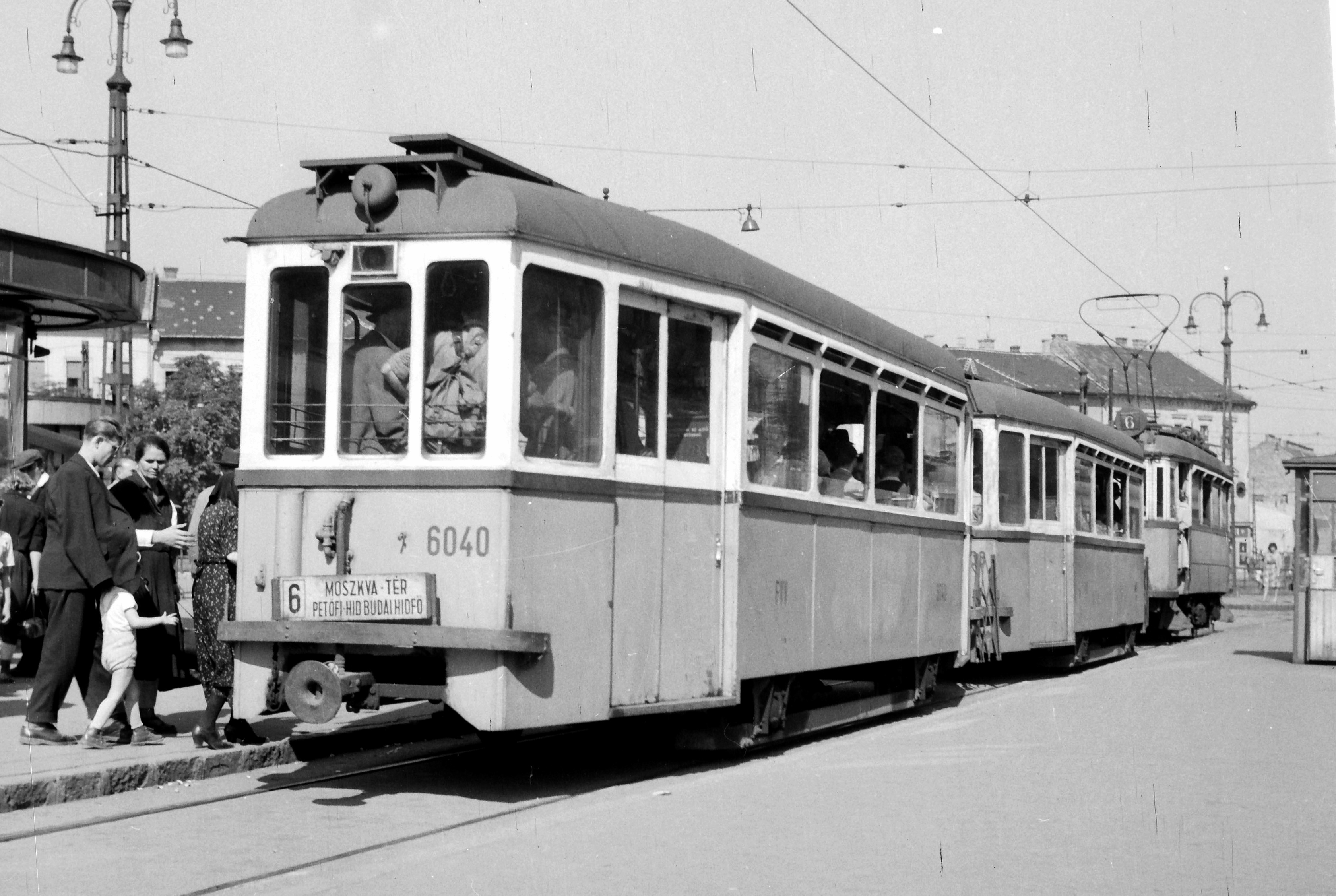
A Széll Kálmán téren 1957-ben
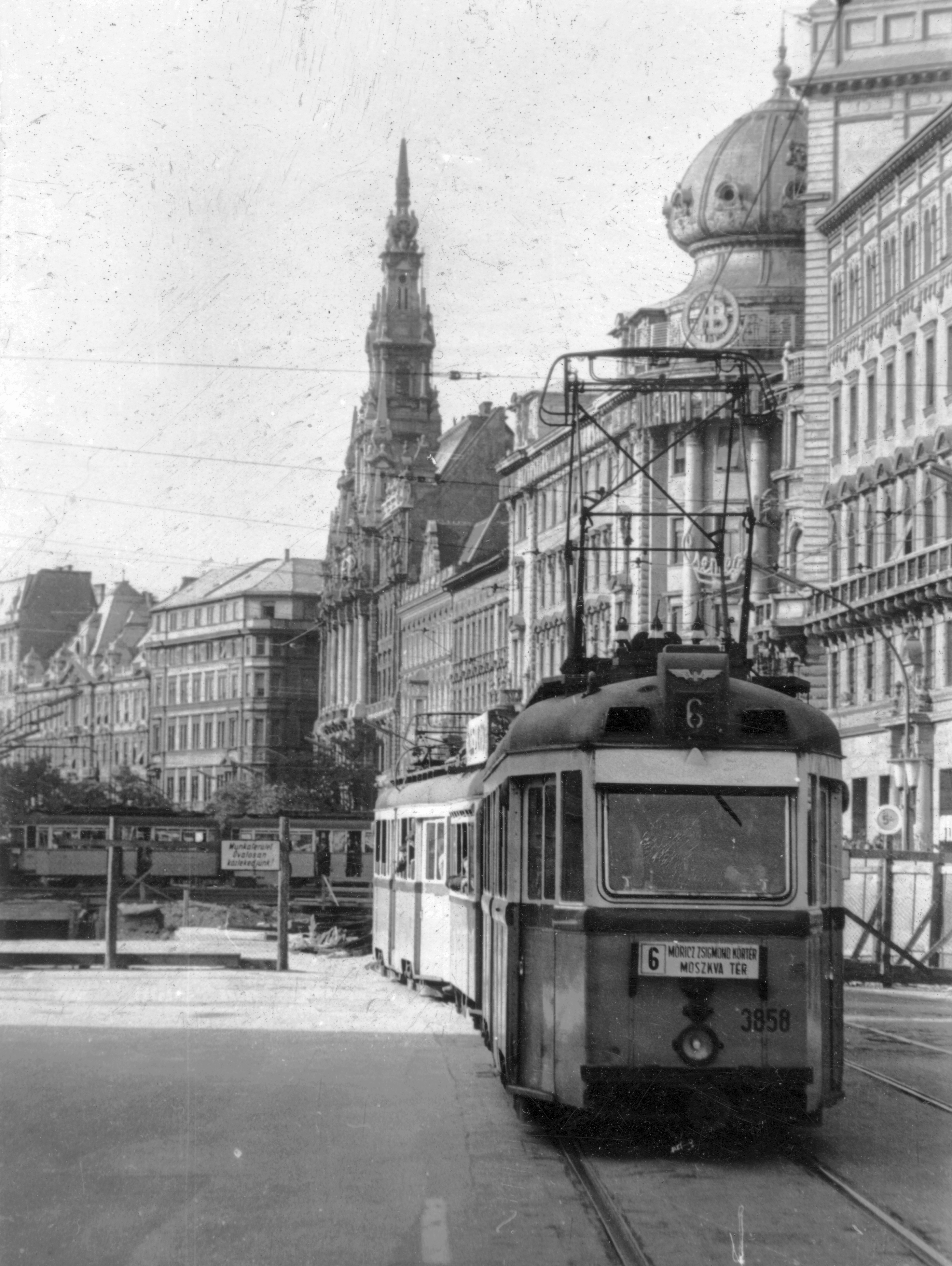
A József körúton 1965-ben
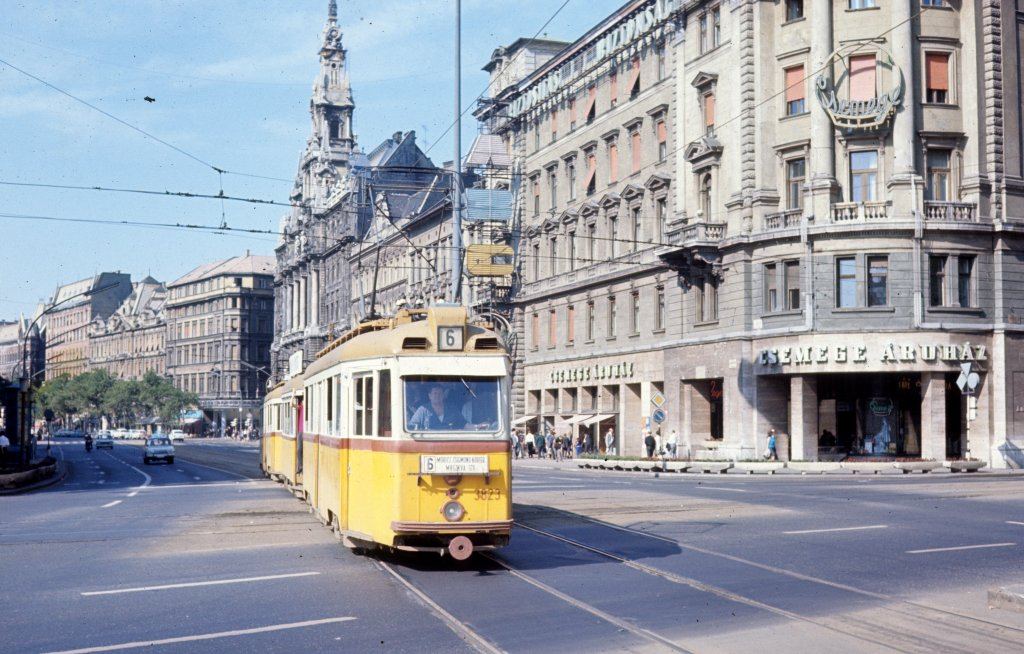
Ganz UV-k 1969-ben
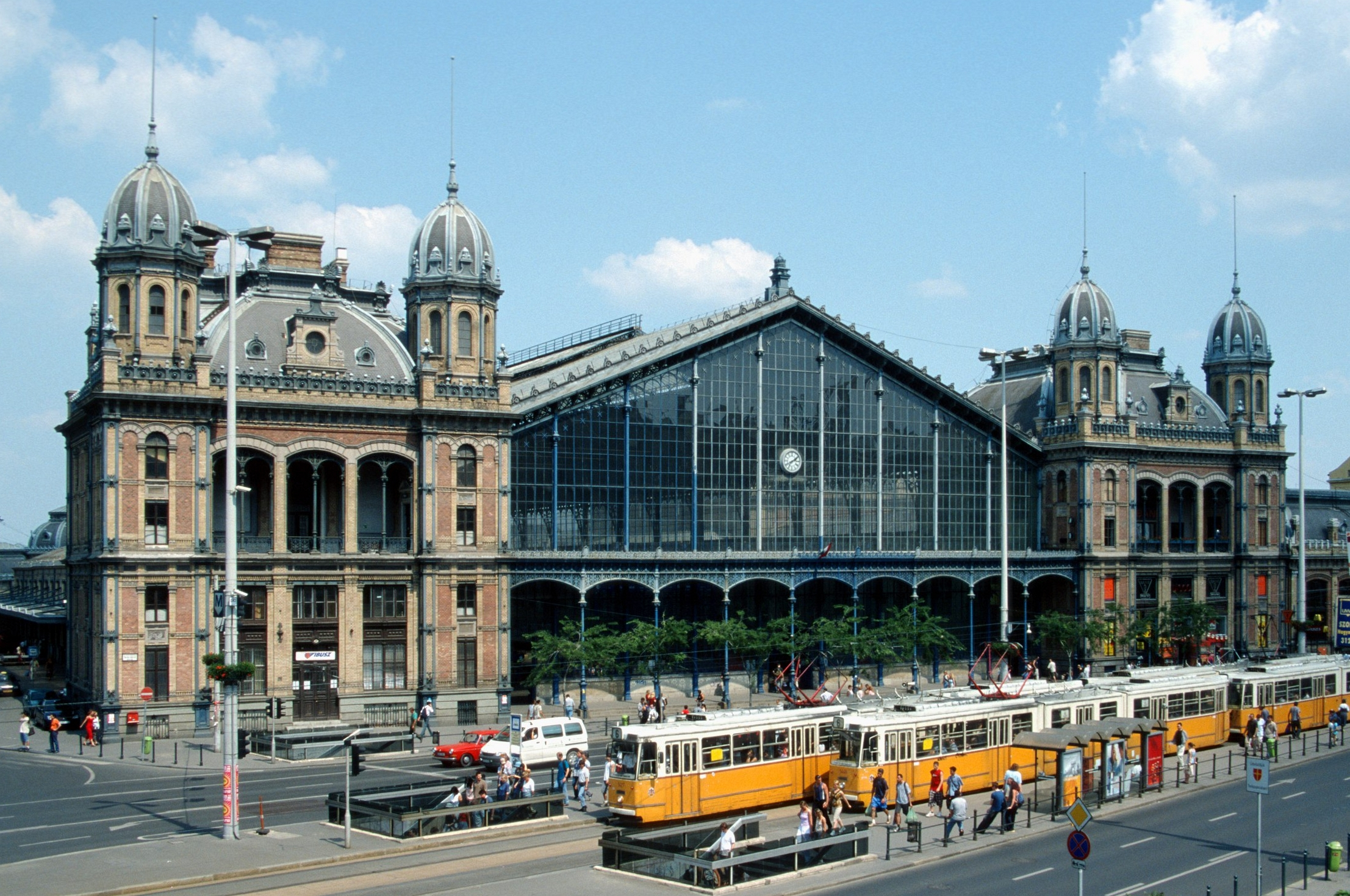
Ganz CSMG-k a Nyugati pályaudvar előtt
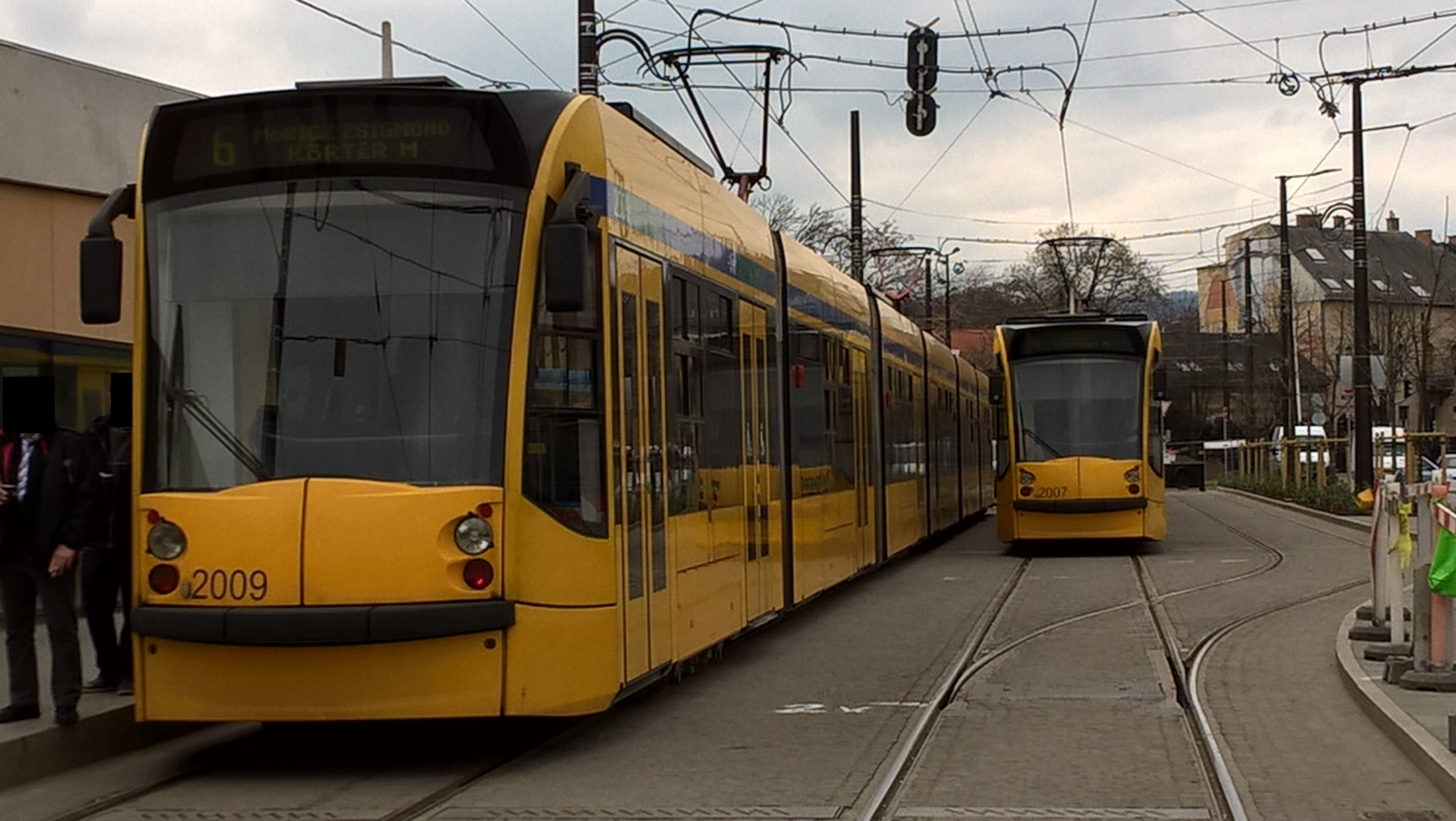
A budapesti Széll Kálmán téren 2016-ban
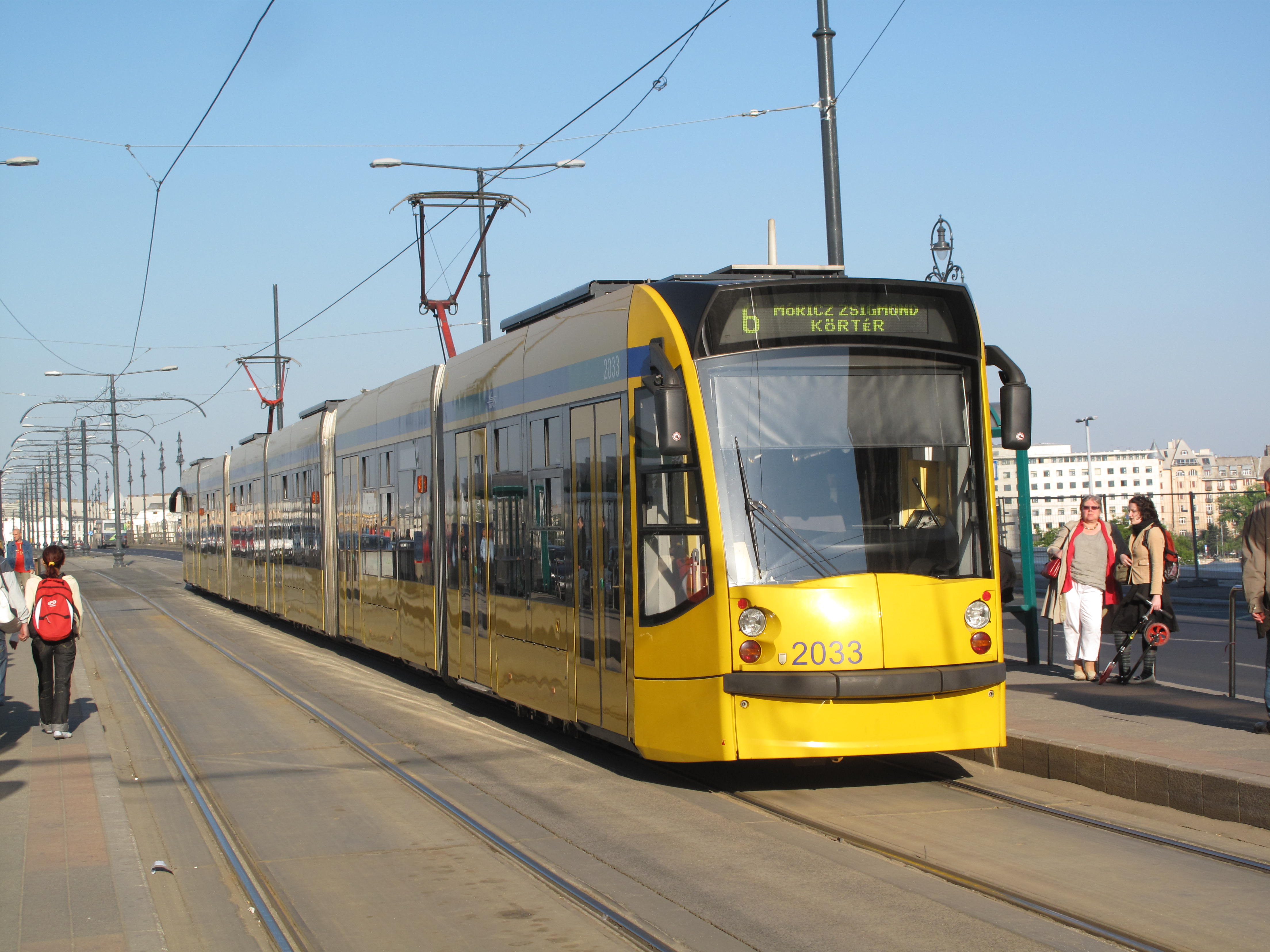
A Margit hídon

## A 6-os villamos a művészetekben
Lajtai Lajos és Békeffi István A régi nyár című 1928-ban bemutatott operettjének Hétre ma várom a Nemzetinél című dalában szerepel a villamos:
Hétre ma várom a Nemzetinél,

ott ahol a hatos megáll.
A Nemzeti a dalban a Népszínházat jelenti, mely a Blaha Lujza téren állt és 1908-tól a Nemzeti Színház társulata használta, a dal tehát a mai Blaha Lujza téri megállóra utal.